# Châteauneuf-du-Faou
Châteauneuf-du-Faou (tiếng Breton: Kastell-Nevez-ar-Faou) là một xã của tỉnh Finistère, thuộc vùng Bretagne, miền tây bắc Pháp.

## Dân số
Người dân ở Châteauneuf-du-Faou được gọi là Châteauneuviens.